# Les Runs de Sénart
Pour les articles homonymes, voir Sénart (homonymie).
Les Runs de Sénart est un événement de course à pied composé de trois formats de courses différents : 5 km nocturne, 10 km sportif et 23 km nature. Ces trois courses se déroulent à Sénart, en Seine-et-Marne, les 30 avril et 1ᵉʳ mai de chaque année. 

## Histoire

### Marathon de Sénart
Le marathon de Sénart a vu sa première édition en 2000. Cet événement intercommunal a été initié par le SAN de Sénart et les dix communes de la ville nouvelle de Sénart, en Seine-et-Marne et en Essonne.
Depuis sa création, le nombre de participants n'a cessé de s'accroitre : 806 en 2001, 980 en 2005, 1754 en 2011, 1 550 en 2017.
Épreuve en ligne, le marathon traverse, depuis son origine, chacune des 10 communes de Sénart avec un départ à Tigery, passant par Saint-Pierre-du-Perray, Savigny-Le-Temple, Nandy, Cesson, Vert-Saint-Denis, Réau, Moissy-Cramayel, Lieusaint et une arrivée au stade Alain Mimoun à Combs-La-Ville.
Le parcours de 42,195 km permet, en effet, de montrer toute la diversité du paysage sénartais : ses zones urbaines, ses zones rurales avec ses fermes fortifiées, ainsi que ses grandes plaines reliant les communes et enfin un petit clin d’œil champêtre de 2,8 km en forêt de Sénart en fin de parcours.
Tout au long du parcours, plus de 1400 bénévoles étaient présents sur le Marathon de Sénart. Leur rôle est capital : fermer les routes, assurer la sécurité des coureurs, s’occuper des ravitaillements et des épongeages. Cette armée de bénévoles fait la grandeur de l’épreuve ; sans elle, l’organisation d’un tel rassemblement ne serait pas concevable.

#### Historique de l'événement
- En 2001, le Label régional par la Ligue d'Île-de-France d'athlétisme est attribué à la compétition ainsi que le titre d'épreuve qualificative pour les Championnats de France.
- En 2002, le marathon reçoit le Label national de la part de la Fédération française d'athlétisme.
- De 2005 à 2010 est créée la Sénartaise, course ouverte à chacun et se déroulant sur les 11 premiers kilomètres du parcours du marathon. À partir de 2010, cette épreuve s’est transformée en un 10 km officiel.
- De 2008 à 2017, le marathon de Sénart était  choisi par la FFA pour être le support des championnats de France de la discipline.
- De 2013 à 2016 le semi-marathon et le 10 km étaient le support des championnats de France universitaires.

Parmi les participants à cet événement, Zenash Gezmu, triple vainqueur au marathon de Sénart de 2014 à 2016, tragiquement assassinée en novembre 2017
En 2022, le Marathon de Sénart change de format et laisse la place à un semi-marathon et un 10 km. 

### Les Runs de Sénart
En 2023, le semi-marathon et 10 km de Sénart donnera lieu à un nouvel événement : Les Runs de Sénart. 
Trois formats de courses sont désormais accessibles permettant aux participants de s'inscrire sur un 5 km nocturne le 30 avril, un 10 km sportif ou un 23 km nature le 1ᵉʳ mai. 
Ce ne sont pas moins de 5000 coureurs qui sont à présent attendus sur les deux jours d'événement contre 800 lors de la création du marathon de Sénart en 2000. 

## Palmarès
| Date | Vainqueur          | Club                     | Temps           | Date | Vainqueur             | Club             | Temps           |
| ---- | ------------------ | ------------------------ | --------------- | ---- | --------------------- | ---------------- | --------------- |
| 2019 | Yoann Altmeyer     | Belfort Athlé            | 2 h 29 min 12 s | 2009 | Sébastien Djouadi     | -                | 2 h 37 min 56 s |
| 2018 | Yetsedaw Belie     | Melun                    | 2 h 23 min 4 s  | 2008 | Samir Baala           | Saint-Louis RC   | 2 h 19 min 45 s |
| 2017 | Freddy Guimard     | Alès Cévennes Athlétisme | 2 h 20 min 10 s | 2007 | Vincent Rousseau      | Levallois Sc     | 2 h 24 min 23 s |
| 2016 | Redouane Aouarouar | -                        | 2 h 22 min 23 s | 2006 | Micah Kiprotich Yator | -                | 2 h 22 min 1 s  |
| 2015 | Freddy Guimard     | Free Run                 | 2 h 22 min 12 s | 2005 | Brahim Bahmmouch      | US Marquette     | 2 h 35 min 4 s  |
| 2014 | Jacob Kitur        | -                        | 2 h 19 min 39 s | 2004 | Yannick Djouadi       | Essonne Athlétic | 2 h 27 min 6 s  |
| 2013 | Masha Haile        | Courir à Cusset          | 2 h 28 min 29 s | 2003 | Nacer Smail           | Essonne Athlétic | 2 h 26 min 1 s  |
| 2012 | Abdelhadi Fettah   | US Créteil               | 2 h 32 min 23 s | 2002 | Antonio Ferraz        | Pontault AAC     | 2 h 26 min 45 s |
| 2011 | John Ngeny         | -                        | 2 h 29 min 29 s | 2001 | Jean Marie François   | Athlé Sud 77     | 2 h 29 min 12 s |
| 2010 | Vincent Rousseau   | Endurance 72             | 2 h 25 min 4 s  | 2000 | Jérôme Gaubert        | Us Créteil       | 2 h 32 min 54 s |

| Date | Vainqueur              | Club                         | Temps           | Date | Vainqueur            | Club            | Temps           |
| ---- | ---------------------- | ---------------------------- | --------------- | ---- | -------------------- | --------------- | --------------- |
| 2019 | Flore Martinuzzi       | Endurance 72                 | 3 h 7 min 13 s  | 2009 | Nathalie Stilhart    | USIPT           | 2 h 59 min 30 s |
| 2018 | Meredith Bortolameolli | Athlé 91                     | 2 h 51 min 14 s | 2008 | Laurence Klein       | Endurance 72    | 2 h 41 min 12 s |
| 2017 | Corinne Herbreteau     | AS Saint-Sylvain d'Anjou     | 2 h 38 min 5 s  | 2007 | Laurence Fricotteaux | EFS Reims       | 2 h 49 min 56 s |
| 2016 | Zenash Gezmu           | Neuilly-sur-Marne Athlétisme | 2 h 41 min 10 s | 2006 | Laurence Fricotteaux | EFS Reims       | 2 h 48 min 3 s  |
| 2015 | Zenash Gezmu           | -                            | 2 h 46 min 39 s | 2005 | Florence Scaringella | SAM Gueret      | 2 h 54 min 44 s |
| 2014 | Zenash Gezmu           | CA Montreuil 93              | 2 h 46 min 51 s | 2004 | Anne-Marie Colanges  | -               | 2 h 55 min 2 s  |
| 2013 | Flore Martinuzzi       | Endurance 72                 | 2 h 56 min 53 s | 2003 | Florence Scaringella | -               | 2 h 54 min 26 s |
| 2012 | Flore Martinuzzi       | Endurance 72                 | 2 h 51 min 54 s | 2002 | Dominique Duval      | AS Mt St Aignan | 3 h 19 min 8 s  |
| 2011 | Flore Martinuzzi       | Endurance 72                 | 2 h 51 min 36 s | 2001 | Aurélia Truel        | US Créteil      | 2 h 52 min 20 s |
| 2010 | Marie Prioux           | Domont Athlétisme            | 2 h 57 min 37 s | 2000 | Sylvie Beaulieu      | Cergy-Pontoise  | 3 h 4 min 2 s   |

## Records de l'épreuve
| Catégorie | Détenteur          | Club                     | Temps           | Date |
| --------- | ------------------ | ------------------------ | --------------- | ---- |
| Féminin   | Corinne Herbreteau | AS Saint-Sylvain d'Anjou | 2 h 38 min 5 s  | 2017 |
| Masculin  | Jacob Kitur        | NL                       | 2 h 19 min 39 s | 2014 |